# Pools orkester
Pools orkester var ett dansband från Sverige, som hade sin största popularitet i början 1990-talet. Lisbet Jagedal sjöng med bandet.

## Diskografi

### Album
- "Lisbet Jagedal & Pools orkester" - 1990
- "Himlen är nära" - 1994

## Melodier på Svensktoppen
- "Du har det där" - 1993[1]
- "För varje andetag" - 1994[2]

### Fotnoter
1. ↑  ”Svensktoppen”. Sveriges Radio. 22 mars 1993. http://sverigesradio.se/Diverse/AppData/Isidor/files/2023/3489.txt. Läst 18 maj 2014.
2. ↑  ”Svensktoppen”. Sveriges Radio. 22 mars 1994. http://sverigesradio.se/Diverse/AppData/Isidor/files/2023/3490.txt. Läst 18 maj 2014.